# Чаффи, Роджер
Роджер Брюс Чаффи (англ. Roger Bruce Chaffee; 15 февраля 1935, Гранд-Рэпидс, Мичиган, США — 27 января 1967, Космический центр Кеннеди, Флорида) — американский авиационный инженер, капитан-лейтенант ВМС США, лётчик-астронавт. Погиб в результате пожара в кабине корабля Аполлон-1 во время его наземных испытаний вместе с двумя другими астронавтами Вирджилом Гриссомом и Эдвардом Уайтом. Был посмертно награждён Космической медалью почёта конгресса США (1997, в 30-ю годовщину гибели). В 1997 году имя Чаффи было занесено в Зал славы астронавтов во Флориде. Его имя присутствует и на «Космическом зеркале», хотя в отличие от погибших с ним коллег Уайта и Гриссома он в космос не летал, он готовился к первому полёту.

## Ранние годы
Роджер Брюс Чаффи родился в городе Гранд-Рэпидс, штат Мичиган, где окончил среднюю школу со званием игл-скаута. В сентябре 1953 года поступил в Иллинойсский технологический институт, где проучился один год. После этого он обратился с просьбой о переводе в университет Пердью в городе Уэст-Лафайетт, штат Индиана, известный качественной учебной программой по авиаинженерии. В 1957 году он окончил университет, получив степень бакалавра наук по авиационной технике. Во время учёбы в университете Чаффи был курсантом службы подготовки офицеров резерва ВМС. Лётную подготовку проходил на аэродроме этого же университета.
24 августа 1957 года Роджер женился на Марте Хорн, с которой встречался последние 2 года. В 1958 году у них родилась дочь Шерил Лин, а в 1961 году сын Стивен Брюс.

## Карьера военного
После окончания образования Чаффи был зачислен на службу в ВМС США, получив своё первое звание энсин (дослужился до капитан III ранга). Подготовку в качестве лётчика-истребителя проходил в лётной школе в Пенсаколе, а затем в Кингсвилле. Затем служил офицером, отвечающим за безопасность полётов и офицером по контролю качества в 62-й фоторазведывательной эскадрилье на авиабазе ВМС Джексонвилл во Флориде.
В середине 1962 года Роджер был принят в список из 1800 кандидатов на зачисление в третью группу астронавтов НАСА. В начале 1963 года Чаффи поступил в Технологический институт ВВС на базе Райт-Паттерсон, где работал над диссертацией для получения степени магистра наук по теории надёжности. В это время продолжал участвовать в отборе кандидатов в астронавты, число которых сократилось до 271 в середине 1963 года.

## Служба в НАСА
Чаффи был заядлым охотником. После завершения процесса отбора астронавтов, он отправился с друзьями поохотиться, чтобы успокоить изрядно потрёпанные за это время нервы. Во время отдыха Роджеру поступил звонок из НАСА с предложением о работе. 18 октября 1963 года он был официально выбран одним из 14 человек, зачисленных в третий отряд астронавтов. Специализировался по системам связи между центром управления и космическим кораблем, системам контрольно-измерительных средств, контроля высоты и направления полёта. Работал во время полёта Джемини-4, когда Эдвард Уайт выполнил первый выход американского астронавта в открытый космос.
За всё время программы «Джемини» Чаффи не предоставлялось возможности осуществить полёт на этом корабле. В основном его работа была связана с системами управления и связи нового типа кораблей в программе «Аполлон». 21 марта 1966 года Чаффи назначили членом экипажа (совместно с В. Гриссомом и Э. Уайтом) в первый орбитальный полёт космического корабля «Аполлон-1».

## Гибель

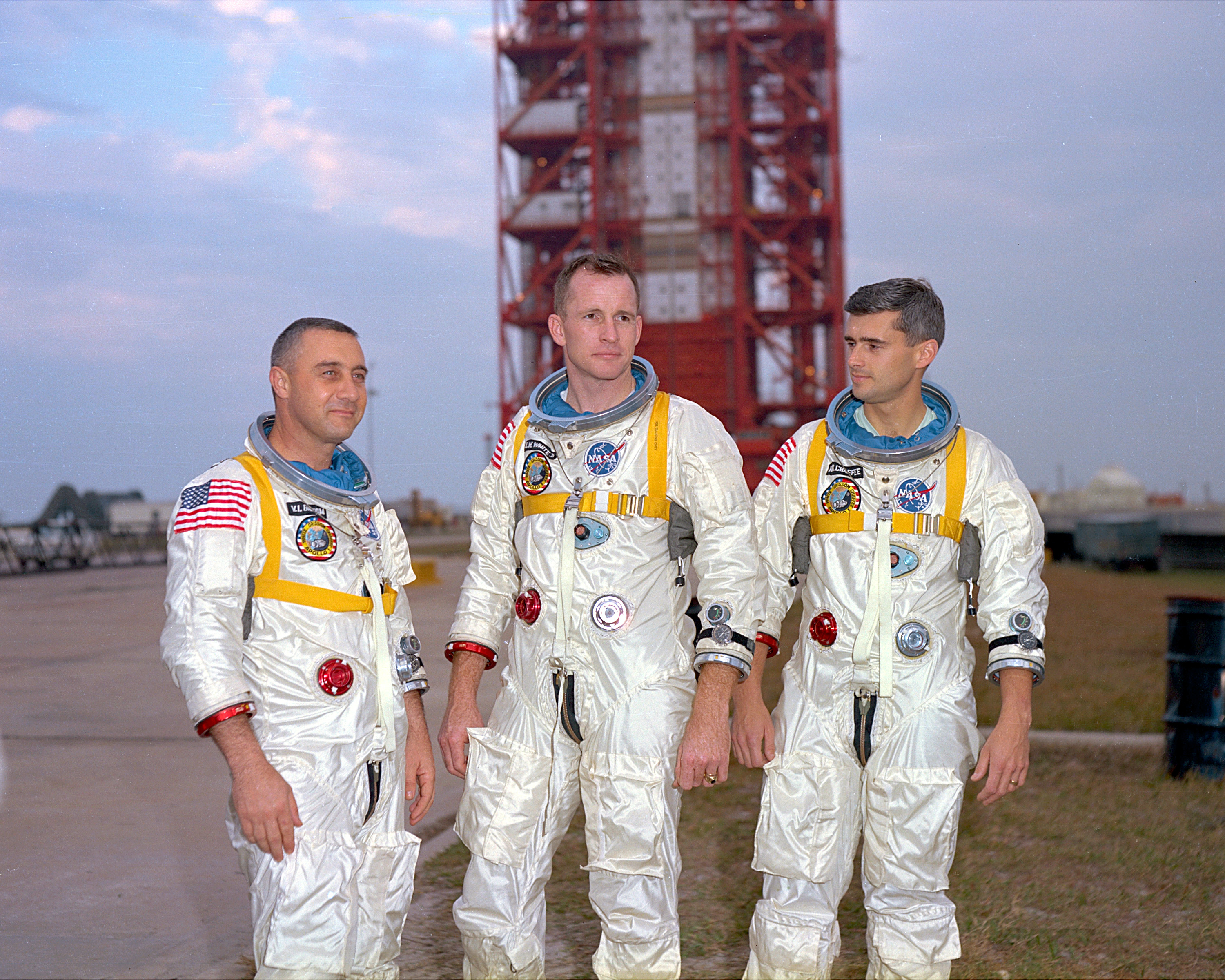
Экипаж «Аполлона-1»

27 января 1967 года на космодроме мыса Канаверал при проведении наземных испытаний ракеты-носителя «Сатурн-1B» и космического корабля «Аполлон-1», в рамках подготовки к запланированному 21 февраля запуску в космос, произошёл пожар в кабине корабля. В результате заживо сгорели астронавты В. Гриссом, Э. Уайт и Р. Чаффи. Огонь в обитаемом отсеке вспыхнул внезапно и стал полной неожиданностью для астронавтов. Пожар бушевал всего 15 секунд, воспламенив внутреннюю обшивку корабля, после чего его погасили. Последнее, что слышали радиооператоры в Центре управления, — предсмертный крик самого молодого из членов экипажа, 31-летнего Роджера Чаффи: «Мы горим! Вытащите нас отсюда!» После возгорания огонь распространялся очень быстро и повредил скафандры астронавтов. Сложная конструкция люка и его замков не позволила экипажу при сложившихся обстоятельствах спешно открыть люк изнутри. Комиссия установила, что астронавты погибли от отравления продуктами горения за 14 секунд после начала пожара. Короткое замыкание проводов под креслом Чаффи в атмосфере из чистого кислорода под большим давлением мгновенно переросло в бушующее пламя. Эти три человека стали первыми астронавтами, погибшими в космическом корабле.
Чаффи и Гриссома похоронили с почестями четыре дня спустя 31 января 1967 года на Арлингтонском национальном кладбище. Уайт, по его завещанию, был похоронен в Вест-Пойнте.

## Память
- Именем Чаффи назван кратер на обратной стороне Луны.
- Звезда Гамма Парусов названа «Регор» (слово «Роджер», записанное задом наперед).
- Холм в 14 км к югу-западу от посадки марсохода «Спирит» назван «Чаффи».
- В 1997 году имя Чаффи было занесено в Зал славы астронавтов во Флориде.
- Увековечен в скульптурной композиции «Павший астронавт» — первой и пока единственной художественной инсталляции на Луне.
- Несколько географических мест и зданий в США названы в честь Роджера Чаффи, например, искусственный остров у побережья Лонг-Бич (Калифорния)[9].

## Награды
- Воздушная медаль ВМС
- Космическая медаль почёта Конгресса, 1997 (посмертно)
- В 2007 году посмертно удостоен звания «Посол исследований» за участие в космической программе НАСА